# منطقه اوتجوزوندجوپا
منطقه اوتجوزوندجوپا (به لاتین: Otjozondjupa Region) یکی از منطقه‌های نامیبیا است که در شرق و مرکز ین کشور واقع شده‌است. منطقه اوتجوزوندجوپا ۱۰۵٬۴۶۰ کیلومتر مربع مساحت و ۱۴۲٬۴۰۰ نفر جمعیت دارد.